# Maldro Gongkar
Maldro Gongkar Dzong, Chinees: Maizhokunggar Xiàn is een arrondissement in het zuidoosten van de stadsprefectuur Lhasa in de Tibetaanse Autonome Regio, China.
In 1999 telde het arrondissement 40.512 inwoners. Het heeft een oppervlakte van 5620 km². De gemiddelde jaarlijkse temperatuur is 5,4 °C en jaarlijks valt er gemiddeld 528 mm neerslag. Door Maldro Gongkar loopt de nationale weg G318.